# SB-269970
SB-269970は、薬品・研究用化学物質である。グラクソ・スミスクラインによって開発され、科学研究に使用される。

## 概要
5-HT7受容体選択的アンタゴニスト（EC50 = 1.25 nM）、あるいは逆作動薬として作用すると考えられている。モルモットにおける研究では、10 uMでα2アドレナリン受容体活性を阻害することが示された。しかし、実験における濃度の有意差は、SB-269970が5-HT7受容体に対して選択的であることを示した。

## 使用
SB-269970は、海馬、視床、ドーパミン放出を調節する腹側被蓋野など複数の脳領域の機能に関与すると考えられており、5-HT7受容体を研究するために使用されている。可能な治療用途においては、SB-269970および他の5-HT7アンタゴニストの不安やうつ病への治療効果が注目されている。動物研究では、ヌートロピック効果も注目されている。